# Mars 1951

## Évènements
- 5 mars : les Américains R.F. Symons et J. Kuettner, sur planeur Pratt-Read, établissent un record d’altitude absolue de 11 675,4 m.

- 6 mars
  - Un missile RIM-8 Talos, propulsé par un statoréacteur, est lancé par la Naval Ordnance Test Station, et opère deux minutes pour ce qui est le plus long vol par un statoréacteur à ce jour.
  - Le biplace biréacteur Fouga CM 88 R Gémeaux I effectue son premier vol, piloté par le Français L. Bourrieau.

- 7 mars, Corée : opération Ripper.

- 10 mars, France : début du troisième gouvernement Queuille.

- 13 - 26 mars : un Consolidated PBY Catalina placé sous les ordres du commandant P.G. Taylor réalise une liaison entre Sydney en Australie et Valparaíso au Chili. Le vol de 13 600 km s'est déroulé en plusieurs étapes dont une dans l'île de Pâques. Il s'agit de la première liaison aérienne entre l'Australie et la côte ouest de l'Amérique du Sud.

- 14 mars, Corée : reprise de Séoul par les troupes de l'ONU.

- 15 mars : 
  - Jacobo Arbenz Guzmán devient président du Guatemala (fin en 1954). Arbenz se propose de transformer le Guatemala en un pays moderne et capitaliste, mais de façon indépendante et avec l’appui des masses populaires. Il mène des réformes agraires qui redistribuent des terres, lésant les intérêts des grands groupes, en particulier la United Fruit Company.
  - Nationalisation des pétroles iraniens : grave crise avec le Royaume-Uni.
  - Un bombardier à réaction Boeing B-47 Stratojet est ravitaillé pour la première fois en vol, par un Boeing KC-97A (à moteurs alternatifs).
  - Le bombardier lourd bimoteur SO.4000 effectue son premier vol à Orléans-Bricy, piloté par le Français Daniel Rastel.
  - Le biplace d’observation NC.856 modifié effectue son premier vol.
  - Le biréacteur expérimental SO.30 Nene effectue son premier vol à Villacoublay. Il fut utilisé comme banc d’essai volant pour les moteurs à réaction Atar et Nene.

- 23 - 28 mars : victoire française sur le Việt Minh à la bataille de Mao Khê.

- 29 mars : le CVG-101, composé de squadrons de la réserve rappelés en service actif depuis Dallas, au Texas, Glenview, dans l’Illinois, Memphis, dans le Tennessee et Olathe, dans le Kansas, réalise ses premières missions de combat depuis le porte-avions Boxer. Il s’agit des premières attaques aéronavales menée par des unités de la réserve américaine contre les forces nord-coréennes.

## Naissances
- 1er mars : 
  - Susanne Albrecht, membre de la deuxième génération de la Fraction armée rouge.
  - Pierre Charon, homme politique français.
  - David Gold, pair et personnalité politique britannique.
  - Jocelyn Guevremont, joueur professionnel de hockey sur glace canadien.
  - Birger Jensen, footballeur danois.
  - Iouri Lebedev, joueur professionnel de hockey sur glace russe.
  - Scott Ross, organiste et claveciniste américain.
  - Yoni, chanteur, producteur, auteur-compositeur-interprète français.
- 2 mars :
  - Dean Barrow, premier ministre et ministre des Finances du Belize.
- 3 mars :
  - Trevor Anderson, footballeur nord-irlandais.
  - Jean-Louis Destans, personnalité politique française, membre du Parti socialiste.
  - Pierre Efratas, écrivain de langue française d'origine belge.
  - Joël Pécune, joueur de rugby à XV français.
  - Eduard Rapp, coureur cycliste soviétique sur piste russe.
- 4 mars : 
  - Edelgard Bulmahn, femme politique allemande.
  - Kenny Dalglish, footballeur écossais.
  - Dominique Duforest, dirigeant de grandes radios nationales (comme NRJ, RMC, RTL2 ou Rire et Chansons).
  - Pete Haycock, guitariste britannique.
  - Chris Rea, auteur-compositeur-interprète britannique.
  - Glenis Willmott, députée européenne britannique.
- 5 mars : 
  - Rickard Ågren, joueur professionnel de hockey sur glace suédois.
  - Ferhat Mehenni, chanteur kabyle.
  - Leslie Mottram, arbitre de football écossais.
- 6 mars : 
  - Carlos Cardet, coureur cycliste cubain.
  - Daniel-Stanislaw Gąsienica, sauteur à ski polonais.
  - Wolfgang Hanisch, athlète lanceur de javelot allemand.
  - Michel Herbillon, homme politique français.
  - Gerrie Knetemann, coureur cycliste néerlandais († 2 novembre 2004).
  - Jeannot Ahoussou-Kouadio, homme politique ivoirien.
  - Pierre Lebovics, haut fonctionnaire français.
  - Jean-Louis Missika, homme de télévision et sociologue français.
  - Walter Trout, compositeur, guitariste et chanteur.
  - Vic Venasky, joueur professionnel de hockey sur glace canadien.
- 7 mars :
  - Takumi Nemoto, homme politique japonais.
  - Nenad Stekić, athlète yougoslave, spécialiste du saut en longueur.
- 8 mars : 
  - Brigitte Le Brethon, femme politique française.
  - James Williams, compositeur et pianiste de jazz américain († 20 juillet 2004).
- 9 mars : 
  - Zakir Hussain, percussionniste indien († 15 décembre 2024).
  - Katherine Mousseau, actrice québécoise.
  - Helen Zille, journaliste et femme politique sud-africaine.
- 10 mars : 
  - Yves Bur, homme politique français.
  - Georges Cadiou, journaliste et écrivain français
  - Oustaz Cheikh Tidiane Gaye, islamologue et écrivain arabophone sénégalais.
  - Lluis Claret, violoncelliste andorran.
  - Brad Fiedel, compositeur américain.
  - Jacques Rousseau, athlète polyvalent français.
- 11 mars : 
  - Iraj Danaifar, footballeur international iranien.
  - Guy Milcamps, homme politique belge.
  - Patrick Moriau, personnalité politique belge († 20 juillet 2013).
  - Martin Peltier, écrivain et journaliste politique français.
  - Francis Saint-Ellier, homme politique français.
  - Dominique Sanda (Dominique Varaigne), actrice française.
- 12 mars : 
  - Jack Green, guitariste et chanteur écossais.
  - Afarin Obeysi, actrice iranienne.
  - Pierre-Raymond Villemiane, coureur cycliste français.
- 13 mars : 
  - Irina Alfiorova, actrice russe.
  - Monique Boulestin, femme politique française.
  - Izhar Cohen, chanteur et acteur israélien.
  - Edmond Mulet, diplomate guatémaltèque.
  - Maryvonne de Saint-Pulgent, haut fonctionnaire, administratrice et musicienne française.
- 14 mars :
  - Johan Sauwens, homme politique belge flamand.
  - Albert Einstein, auteur des théories de la relativité
  - Fernando Viola, joueur de football italien († 5 février 2001).
- 15 mars : 
  - Arturo Bergamasco, joueur de rugby à XV italien.
  - Michel Bez, peintre officiel de la Marine.
  - Évelyne Ratte, haut fonctionnaire française, préfet de la région Limousin et de la Haute-Vienne.
- 16 mars : 
  - Abdelmajid Bourebbou, joueur de football algérien.
  - Oddvar Brå, fondeur norvégien.
  - Joe DeLamielleure joueur de foot U.S américain.
  - Alexandre Gonzalez, athlète français spécialiste de demi-fond et de fond.
  - Claudia Patuzzi, écrivaine italienne.
- 17 mars : 
  - Scott Gorham, guitariste de rock américain.
  - Michael Miltenberger, charpentier et un homme politique ténois (canadien anglais).
  - Benny Nielsen, joueur de football international danois.
  - Craig Ramsay, hockeyeur professionnel canadien.
  - Sydne Rome, actrice américaine.
  - Kurt Russell, acteur, scénariste et producteur américain.
  - Daisy Tourné, ministre de l'intérieur uruguayenne.
  - Alain Vidalies, homme politique français.
- 18 mars : 
  - Bill Frisell, guitariste de jazz américain.
- 19 mars :
  - Fred Berry, acteur américain.
  - Wiebe Bijker, philosophe et sociologue néerlandais.
  - Sylvie Granotier, actrice et scénariste de télévision et de cinéma française.
  - Christine Laser, athlète allemande spécialiste du pentathlon.
  - Derek Longmuir (en), batteur écossais (Bay City Rollers).
- 20 mars : 
  - Ray Gravell, rugbyman gallois.
  - Jimmie Vaughan, guitariste et chanteur de blues américain.
- 22 mars : Musa Manarov, cosmonaute d'Azerbaïdjan.
- 24 mars : Kenneth S. Reightler, Jr., astronaute américain.
- 25 mars : Ethel Blondin-Andrew, homme politique indigène canadien.
- 27 mars : 
  - Marielle de Sarnez, femme politique française († 13 janvier 2021).
  - Sanja Ilić, compositeur yougoslave puis serbe († 7 mars 2021).
- 28 mars : Karen Kain, danseur canadien.
- 31 mars : Lawrence O'Brien, homme politique canadien († 28 septembre 1990).

## Décès
- 6 mars : 
  - Philip Daubenspeck, joueur de water-polo américain (° 28 octobre 1905).
  - Ivor Novello, auteur, compositeur, chanteur et acteur gallois (° 15 janvier 1893).
  - Volodymyr Vynnytchenko, écrivain et homme politique ukrainien (° 27 juillet 1880).
- 7 mars : 
  - Louis Colson, général et homme politique français (° 27 octobre 1875).
  - Haj Ali Razmara, chef militaire iranien (° 1901).
- 8 mars : 
  - Eugène Chanal, homme politique français (° 28 juillet 1869).
  - Raymond Fernandez, assassin en série américain (° 17 décembre 1914).
- 9 mars : 
  - Gonzalo Queipo de Llano, général espagnol (º 5 février 1875).
- 10 mars : 
  - René Brunet, homme politique français (° 13 novembre 1882).
  - John Holota, joueur professionnel de hockey sur glace canadien (° 25 février 1921).
  - Jussi Kurikkala, fondeur finlandais (° 12 août 1912).
  - Jean Lemaistre, homme politique français (° 11 mars 1862).
  - Kijūrō Shidehara, 44e Premier ministre du Japon (° 11 août 1872).
- 11 mars : 
  - Alfred Duranleau, avocat et homme politique fédéral et provincial du Québec (° 1er novembre 1871).
- 12 mars : 
  - Alfred Hugenberg, affairiste et politicien allemand (° 19 juin 1865).
  - Vincent Inizan, homme politique français (° 18 avril 1869).
- 13 mars : 
  - Tamiki Hara, romancier et poète japonais (° 15 novembre 1905).
- 14 mars :
  - Gwilherm Berthou Kerverziou, poète militant d'extrême-droite du mouvement breton (° 10 mai 1908).
  - Val Lewton, producteur et scénariste américain (° 7 mai 1904).
- 15 mars : 
  - Bienheureux Artemide Zatti, religieux catholique italien béatifié en 2002 par Jean-Paul II (° 12 octobre 1880).
- 17 mars : 
  - Charles-Albert de Habsbourg-Altenbourg, archiduc d'Autriche (° 18 décembre 1888).
- 19 mars :
  - Léon Faure, industriel français (° 12 décembre 1866).
  - Jack Jones, joueur de rugby à XV gallois († 2 mars 1886).
  - Titys, acteur français (° 25 septembre 1882).
- 20 mars : 
  - Alfredo Baquerizo, président de l'Équateur du 1er septembre 1916 au 31 août 1920 (° 28 septembre 1859).
  - René Guy Cadou, poète français (° 15 février 1920).